# Vladimir Astapovskij
Vladimir Astapovskij (rusky Владимир Александрович Астаповский; 16. července 1946 Brjansk – 12. dubna 2012 Moskva) byl ruský fotbalový brankář, který reprezentoval někdejší Sovětský svaz.

## Fotbalová kariéra
V nejvyšší soutěži Sovětského svazu hrál za CSKA Moskva. Nastoupil ve 226 ligových utkáních. S CSKA Moskva získal v roce 1970 mistrovský titul. V roce 1976 byl vyhlášen nejlepším sovětským brankářem roku. V nižších soutěžích chytal i za SKČF Sevastopol a SKA Chabarovsk. V roce 1976 byl vyhlášen Fotbalistou roku Sovětského svazu. Za reprezentaci Sovětského svazu nastoupil v letech 1975–1977 v 11 utkáních. S reprezentací Sovětského svazu získal bronzovou medaili za 3. místo na LOH 1976 v Montrealu, nastoupil v 5 utkáních.

## Ligová bilance
| Ročník                               | Zápasy | Góly | Klub            |
| ------------------------------------ | ------ | ---- | --------------- |
| Sovětská fotbalová Vtoraja liga 1965 | -      | -    | SKČF Sevastopol |
| Sovětská fotbalová Vtoraja liga 1966 | -      | -    | SKČF Sevastopol |
| Sovětská fotbalová Vtoraja liga 1967 | -      | -    | SKČF Sevastopol |
| Sovětská fotbalová Pervaja liga 1968 | 37     | 0    | SKČF Sevastopol |
| Sovětská fotbalová Vysšaja liga 1969 | 0      | 0    | CSKA Moskva     |
| Sovětská fotbalová Vysšaja liga 1970 | 9      | 0    | CSKA Moskva     |
| Sovětská fotbalová Vysšaja liga 1971 | 20     | 0    | CSKA Moskva     |
| Sovětská fotbalová Vysšaja liga 1972 | 27     | 0    | CSKA Moskva     |
| Sovětská fotbalová Vysšaja liga 1973 | 24     | 0    | CSKA Moskva     |
| Sovětská fotbalová Vysšaja liga 1974 | 20     | 0    | CSKA Moskva     |
| Sovětská fotbalová Vysšaja liga 1975 | 30     | 0    | CSKA Moskva     |
| Sovětská fotbalová Vysšaja liga 1976 | 23     | 0    | CSKA Moskva     |
| Sovětská fotbalová Vysšaja liga 1977 | 30     | 0    | CSKA Moskva     |
| Sovětská fotbalová Vysšaja liga 1978 | 15     | 0    | CSKA Moskva     |
| Sovětská fotbalová Vysšaja liga 1979 | 23     | 0    | CSKA Moskva     |
| Sovětská fotbalová Vysšaja liga 1980 | 5      | 0    | CSKA Moskva     |
| Sovětská fotbalová Pervaja liga 1981 | 197    | 0    | SKA Chabarovsk  |
| CELKEM 1. liga                       | 226    | 0    |                 |